# Marc Roca
Marc Roca Junqué (* 26. November 1996 in Vilafranca del Penedès) ist ein spanischer Fußballspieler. Seit 1. Juli 2024 ist er Vertragsspieler von Betis Sevilla. Seine typische Spielposition ist die des „Sechsers“, eines defensiven Mittelfeldspielers.

## Karriere

### Vereine

#### Espanyol Barcelona
Roca wechselte im Jahr 2008 in die Jugendabteilung von Espanyol Barcelona, nachdem er zuvor in jener des Amateurvereins Atlètic Vilafranca gespielt hatte. Am 24. August 2014 (1. Spieltag) debütierte er in der zweiten Mannschaft, als er beim 2:2-Unentschieden im Heimspiel gegen Lleida Esportiu von Beginn an und bis zur 71. Minute eingesetzt wurde. Sein erstes Tor für Espanyol B erzielte er am 17. Januar 2015 (21. Spieltag) bei der 2:3-Niederlage im Heimspiel gegen UE Olot mit dem Treffer zum 2:0 in der 40. Minute. Am 4. August 2015 unterzeichnete er einen neuen Zweijahresvertrag.
Am 26. August 2016 (2. Spieltag) debütierte er für die erste Mannschaft beim 2:2-Unentschieden im heimischen RCDE Stadium gegen den FC Málaga. Am 11. November 2016 unterzeichnete er ein neues Arbeitspapier, wobei seine Vertragslaufzeit bis zum 30. Juni 2022 ausgeweitet wurde. In der Folgesaison 2017/18 rückte er in die Profimannschaft auf. In dieser Spielzeit war er jedoch meistens nur Reservespieler und kam nur zu acht Einsätzen in der Liga. In der Spielzeit 2018/19 wurde er nach dem Leihende von Carlos Sánchez zum Stammspieler im zentralen Mittelfeld. Am 21. April 2019 (33. Spieltag) erzielte er beim 2.2-Unentschieden im Auswärtsspiel gegen UD Levante mit dem Treffer zum 2:1 sein erstes Pflichtspieltor für die erste Mannschaft Espanyols. Am Ende der Saison hatte er 40 Pflichtspiele für Espanyol bestritten. In der Spielzeit 2019/20 absolvierte er 35 Ligaspiele und musste mit Espanyol den Abstieg in die zweitklassige Segunda División antreten.

#### FC Bayern München
Im Oktober 2020 wechselte Roca zum Bundesligisten FC Bayern München und unterschrieb dort einen bis zum 30. Juni 2025 datierten Vertrag.
In der 2. Runde des DFB-Pokals 2020/21 vergab er im Spiel des FC Bayern gegen Holstein Kiel als einziger Spieler im Elfmeterschießen vom Punkt, den anschließenden Elfmeter konnte Kiel verwandeln. Damit schied der FC Bayern erstmals seit 21 Jahren in der 2. Runde des Turniers aus.

#### Leeds United
Zur Saison 2022/23 wechselte Roca zum englischen Erstligisten Leeds United, der ihn mit einem bis zum 30. Juni 2026 datierten Vertrag ausstattete.

#### Betis Sevilla
Zur Saison 2023/24 wurde er zum spanischen Erstligisten Betis Sevilla ausgeliehen. Dieser verpflichtete ihn nach Ablauf der Leihe fest.

### Nationalmannschaft
Roca bestritt für die U19-Nationalmannschaft ein Länderspiel. Ab September 2018 war er für die U21 im Einsatz. Sein Debüt in der Auswahl dieser Altersklasse gab er am 11. September 2018 in Albacete bei der 1:2-Niederlage gegen Nordirland. Im Juni 2019 gewann er mit dieser Auswahl die U21-Europameisterschaft, nachdem man im Endspiel Deutschland mit 2:1 besiegen konnte.
Am 28. Dezember 2016 debütierte er für die katalanische Fußballmannschaft, als er in einem Testspiel gegen Tunesien die erste Halbzeit absolvierte. Das Spiel endete mit einer 5:7-Niederlage nach dem Elfmeterschießen.

## Erfolge
Nationalmannschaft
- U21-Europameister 2019

Espanyol Barcelona
- Spanischer Zweitligameister 2021

FC Bayern München
- Deutscher Meister 2021, 2022
- DFL-Supercup-Sieger 2021
- FIFA-Klub-Weltmeister 2020